# حركات وأيديولوجيات نسوية

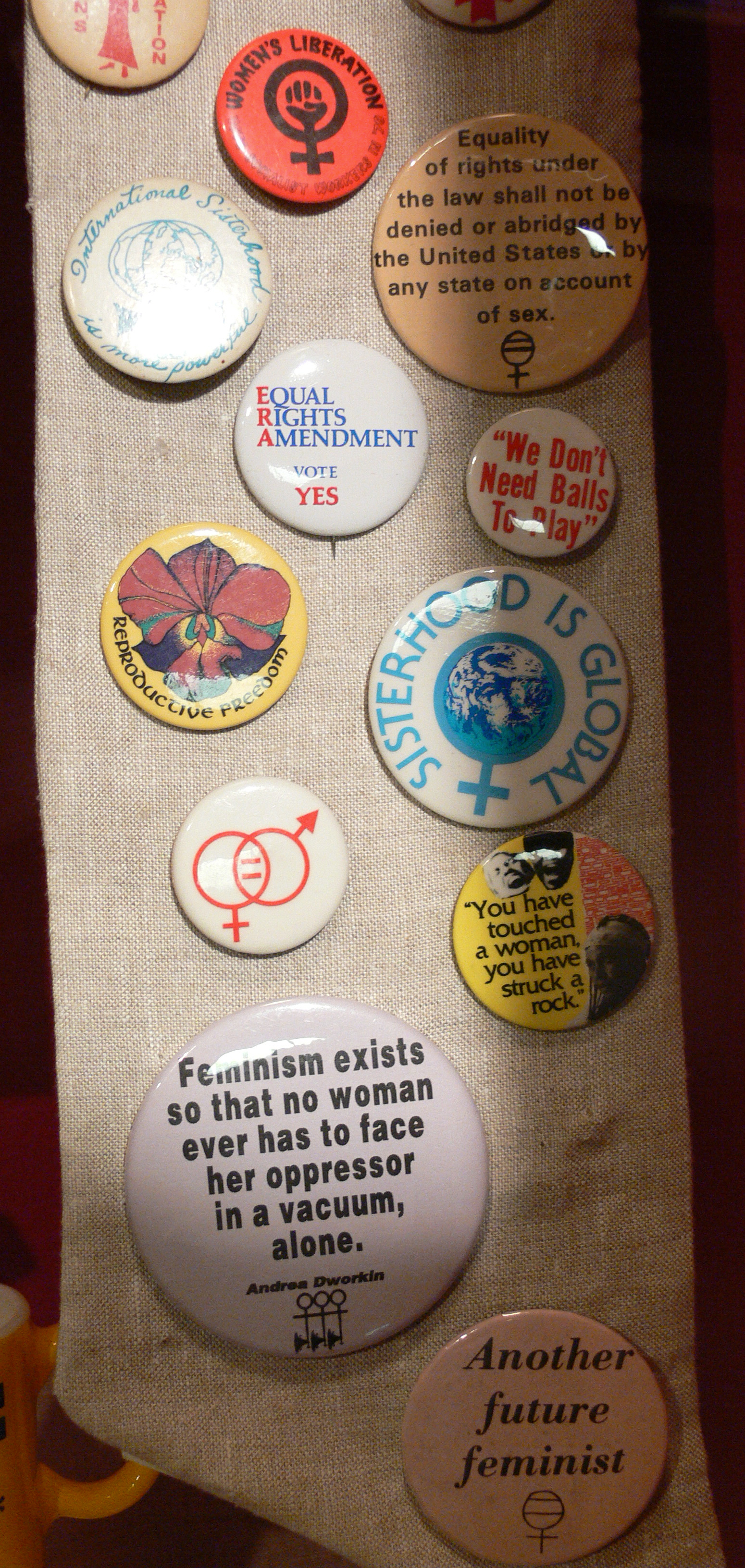

لقد تطورت مجموعة متنوعة من الحركات الأيديولوجية النسوية على مر السنين. واختلفت أهدافها واستراتيجياتها وانتماءاتها. ولكنها غالبًا ما تتداخل مع بعضها البعض حيث أن بعض المنتمين لهذه الحركات النسوية يُعرفون بأنفسهم على أساس انتمائهم لعدة فروع مرتبطة أساساً بالفكر النسوي.

## التجمعات
تفرق جوديث لوربر بين ثلاثة أنواع واسعة من الخطابات النسوية: حركة التقويم بين الجنسين النسوية، حركة المقاومة بين الجنسين النسوية، وحركة الانقلاب بين الجنسين النسوية. في تصنيفها، تترسخ حركة التقويم بين الجنسين النسوية في الفلسفة السياسية الليبرالية مع التشديد على الحقوق الفردية. تركز حركة المقاومة بين الجنسين النسوية على سلوكيات معينة وديناميات المجموعات التي يتم من خلالها إبقاء النساء في وضع تابع، حتى في الثقافات الفرعية التي تدعي أنها تدعم المساواة بين الجنسين. تسعى حركة الانقلاب بين الجنسين النسوية إلى زعزعة النظام الاجتماعي من خلال تفكيك مفاهيمها وفئاتها وتحليل التكاثر الثقافي لعدم المساواة.

## «أنكست» الفوضويون
الأناركا النسوية (وتسمى أيضاً الأناركية النسوية والأناركو النسوية) تجمع بين الأناركية والنسوية. عموماً يُنظر إلى النظام الأبوي باعتباره مظهراً من مظاهر التسلسل الهرمي اللا إرادي. تعتقد الأناركية النسوية أن النضال ضد النظام الأبوي هو جزء أساسي من الصراع الطبقي ومن النضال الأناركي ضد الدولة. في جوهرها، ترى الفلسفة أن الصراع الأناركي عنصر ضروري في الصراع النسوي والعكس صحيح. على حد تعبير أل. سوزان براون، «لأن الأناركية هي فلسفة سياسية تعارض كل علاقات القوة، فهي بطبيعتها نسوية».
من بين الناشطات المهمات في الأناركية النسوية، إيما جولدمان، وفديريكا مونتسيني، وفولتارين دي كليير، وماريا لاكيرادا دي مورا، ولوسي بارسونز. في الحرب الأهلية الإسبانية، قامت جماعة من الأناركية النسوية، موخيريس ليبريس «المرأة الحرة»، المرتبطة بفدرالية أناركويستا إيبيريكا، بالتنظيم للدفاع عن الأفكار الأناركية والنسوية.
تشمل الأناركية النسوية المعاصرة كاتبات وواضعات نظريات مثل جيرمين غرير، آل سوزان براون، والنسوية البيئية ستارهوك. تشمل مجموعات الأناركية النسوية المعاصرة بوليفيا (المرأة الخلاقة)، مشجعات الراديكالية، واستيطان الأناركية الإسبانية النسوية لاسكاليرا كاراكولا، ومؤتمر لا ريفولتا السنوي في بوسطن.

### الزنجيات والنسوية
تجادل النسوية السوداء أن التحيز ضد المرأة والقمع الطبقي والعنصرية يرتبطان ببعضهما البعض. هناك أشكال من النسوية تسعى للتغلب على التحيز ضد المرأة والقمع الطبقي لكن تجاهل العرق يمكن أن يثير التمييز ضد الكثير من الناس، بمن فيهم النساء، من خلال التحيز العنصري. تأسست المنظمة الوطنية للنسوية السوداء في عام 1973 من قِبل فلورينس كينيدي ومارغريت سلون ودوريس رايت، ووفقاً لرايت، «شنت أكثر من أي منظمة أخرى في هذا القرن هجوماً مباشراً على التحيز ضد المرأة والعنصرية». ساعدت المنظمة الوطنية للنسوية السوداء أيضاً في إلهام تأسيس منظمة حزب نهر كومباهي ومقرها في بوسطن عام 1974، والتي لم تقد المسيرة فقط من أجل نشاط هام مضاد للعنصرية في بوسطن خلال العقد، بل قدمت أيضاً مخططاً للحركة النسائية السوداء التي لا تزال قائمة بعد ربع قرن. ينص تعريف عضو حزب نهر كومباهي باربرا سميث للحركة النسائية التي لا تزال نموذجاً اليوم، على أن «النسوية هي النظرية والممارسة السياسية لتحرير جميع النساء: النساء الملونات، نساء الطبقة العاملة، النساء الفقيرات، النساء المعوقات جسدياً، السحاقيات، النساء العجائز، فضلاً عن النساء البيض ذوات الميول الجنسية المتميزة من الناحية الاقتصادية، وأي شيء أقل من ذلك لا يعد نسوية، بل هو مجرد تجاذب ذاتي للإناث». جادل حزب نهر كومباهي في عام 1974 أن تحرير النساء السود يستلزم الحرية لجميع الناس، لأنه يتطلب نهاية العنصرية والتحيز ضد النساء والقمع الطبقي. واحدة من النظريات التي تطورت للخروج من هذه الحركة هي النسوية أليس ووكر. ظهرت بعد الحركات النسوية المبكرة التي قادتها على وجه التحديد النساء البيض، كانت حركات النساء البيض من الطبقة الوسطى إلى حد كبير، تجاهلت عموماً القمع القائم على العنصرية والكلاسيكية. أشارت أليس ووكر وغيرها من النساء إلى أن النساء السود واجهن نوعاً مختلفاً من القمع أكثر من النساء البيض.
كانت أنجيلا ديفيس واحدة من أوائل الناس الذين صاغوا حجة تتمحور حول تقاطع العرق، والجنس، والطبقة في كتابها، المرأة، العرق، والطبقة (1981). أعطت كمبيرلي كرينشو، وهي منظرة بارزة في القانون النسوي، فكرة اسم «تعددية الجوانب» في أواخر الثمانينات كجزء من عملها في قانون مكافحة التمييز، وكجزء من وصف آثار التمييز المركب ضد النساء السود.

### الثقافي
النسوية الثقافية هي مبدأ «الطبيعة الأنثوية» أو «الجوهر الأنثوي» التي تحاول إعادة النظر فيما تعتبره سمات أنثوية منخفضة القيمة. تؤكد على الفرق بين النساء والرجال لكنها تعتبر أن هذا الاختلاف نفسي، وأنه ثقافياً وليس فطرياً بيولوجياً.  يؤكد منتقدوه أنه بسبب استناده إلى نظرة أساسية للفروق بين النساء والرجال ومدافعته عن الاستقلال وبناء المؤسسات، دفع هذا النسويات إلى التراجع من السياسة إلى «نمط الحياة». أحد النقاد، أليس إيكولز (مؤرخة نسوية ومنظرة ثقافية)، تذكر أهمية بروك ويليامز عضو في ريدستوكينج (مجموعة نسوية راديكالية) مع تقديم مصطلح النسوية الثقافية في عام 1975 لوصف الصبغة السياسية للحركة النسوية الراديكالية.

### الاختلاف
طوِّرت نسوية الاختلاف من قِبل النسويات في الثمانينيات، وكان ذلك جزئياً كرد فعل على «المساواة النسوية». على الرغم من أن نسوية الاختلاف ما تزال تهدف إلى تحقيق المساواة، فقد أكدت الفروق بين الرجال والنساء وجادلت بأن التطابق أو التشابه ليس ضرورياً للحصول على المساواة بين الرجال والنساء، ولا تهم أيضاً القيم الذكورية والأنثوية. تجادل بعض قيود نسوية الاختلاف، على سبيل المثال ماري دالي، أن النساء والرجال ليسا فقط مختلفين، ولهما قيم مختلفة أو طرق معرفة مختلفة، فالنساء وقيمهن كانت أعلى من الرجال.

### الليبرالية
تؤكد الحركة النسائية الليبرالية على المساواة بين الرجل والمرأة من خلال الإصلاح السياسي والقانوني. تقليدياً، خلال القرن التاسع عشر وأوائل القرن العشرين، كان للنسوية الليبرالية نفس معنى «النسوية البرجوازية» أو «النسوية السائدة»، وأوسع معانيها أن مصطلح النسوية الليبرالية يتداخل بقوة مع التيار النسوي السائد. سعت النسويات الليبراليات إلى إلغاء أشكال التمييز السياسية والقانونية وغيرها من أشكال التمييز ضد المرأة للسماح لها بنفس الفرص التي يتمتع بها الرجل. سعت النسويات الليبرالية إلى تغيير هيكل المجتمع لضمان المساواة في المعاملة للمرأة.
في الآونة الأخيرة، اتخذت النسوية الليبرالية بالإضافة إلى ذلك معنى أضيق يشدد على قدرة المرأة على إظهار المساواة والحفاظ عليها من خلال تصرفاتها وخياراتها. بهذا المعنى، تستخدم النسوية الليبرالية التفاعلات الشخصية بين الرجل والمرأة كمكان لتغيير المجتمع. يختلف استخدام المصطلح عن الحركة النسائية الليبرالية بالمعنى التاريخي، الذي أكد على الإصلاحات السياسية والقانونية واعتبر أن تصرفات المرأة وخياراتها وحدها لم تكن كافية لتحقيق المساواة بين الجنسين.
تشمل القضايا المهمة للنسويات الليبرالية الحديثة حقوق الإنجاب والإجهاض، والتحرش الجنسي، والتصويت، والتعليم، و «الأجر المتساوي للعمل المتساوي»، ورعاية الأطفال بأسعار معقولة، والرعاية الصحية بأسعار معقولة، وإلقاء الضوء على تواتر العنف الجنسي والعنف المنزلي ضد المرأة.

## الحركات والأيديولوجيات

### التيار النسوي
يحدد «التيار النسوي» كمصطلح عام للأيديولوجيات النسوية والحركات التي لا تندرج تحت إطار الاشتراكية أو النسوية الراديكالية. وقد ركز التيار النسوي تقليديا على الإصلاح السياسي والقانوني وانطلق مع أول موجة نسوية وحركة تاريخية ليبرالية نسوية في القرن 19 وأوائل القرن 20. وكان التيار النسوي تاريخيا يدعى[مِن قِبَل مَن؟]
```
«الحركة النسائية الليبرالية» أو «البرجوازية النسوية». أما اليوم فغالبا ما يستخدم المصطلح في إشارة إلى الحركات التي هي أكثر تمثيلية على نطاق واسع للطيف السياسي (بما في ذلك المركز السياسي وكذلك اليسار واليمين) والتي تدعو مواقف سياسية أكثر اعتدالاً، وذلك مقابل النسوية الراديكالية وغيرها من أشكال النسوية اليسارية. ويتداخل التيار النسوي مع الحركة النسوية الليبرالية الحديثة على الرغم من أن التيار النسوي يعتبر إلى حد ما أكثر شمولية. ويميل التيار النسوي إلى أن يكون أكثر شمولية للرجال من الراديكالية النسوية، وغالبا ما يركز على القضايا التي هي أقل إثارة للجدل في 
العالم الغربي
 اليوم مثل مشاركة المرأة في الحياة السياسية أو تعليم الإناث. وقد تنتقد الراديكالية النسوية في بعض الأحيان التيار النسوي على أنه جزء من «النظام الأبوي».
[
7
]
 ومع ذلك، فإن المعالم الرئيسية للنضال النسائي—مثل الحق في التصويت والحق في التعليم—جاءت أساساً نتيجة للعمل من صلب الحركة النسوية، وهو ما أكد على بناء أهداف بعيدة المدى من أجل دعم المطالب النسوية بين الرجال والنساء على حد سواء.
```